# Kayden Kross
Kayden Kross (ur. 15 września 1985 w Sacramento) – amerykańska aktorka i reżyserka filmów pornograficznych.
24 stycznia 2019 została wprowadzona do Galerii Sław AVN.

## Życiorys

### Wczesne lata
Urodziła się w Sacramento w Kalifornii w rodzinie pochodzenia szwedzkiego. Dorastała u podnóża Sacramento i Placerville. Jako dziecko chciała zostać prawnikiem. Miała cztery lata, kiedy ojciec porzucił rodzinę. W szkole średniej była kujonem i bibliofilem. W 2003 ukończyła Ponderosa High School w Shingle Springs w Kalifornii.
Mając osiemnaście lat, aby zarobić dodatkowe pieniądze na ratowanie kucyka z rzeźni, przez osiem miesięcy pracowała jako striptizerka w klubie Rick’s Showgirls w Rancho Cordova w Kalifornii. Studiowała psychologię na California State University w Sacramento.

### Kariera
W trakcie występów w klubie go–go zauważył ją producent z branży filmów dla dorosłych. Załatwił jej kontrakt z najlepszymi wytwórniami na rynku. Skontaktowała się z agentem, który zapewnił jej możliwość pracy jako fotomodelka w różnych czasopismach dla mężczyzn i magazynach dla dorosłych. W listopadzie 2006 podpisała umowę z Vivid Entertainment i wystąpiła w produkcjach Kayden’s First Time, Hard Time i Be Here Now. Rok później została wolnym agentem, a następnie podpisała kontrakt z Adam & Eve. W kwietniu 2006 i lutym 2008 była na okładce magazynu „Hustler”, a we wrześniu 2008 i 2010 pozowała dla magazynu „Penthouse”. 2 września 2008 uruchomiła oficjalną stronę internetową ClubKayden.com.
1 stycznia 2010 podpisała kontrakt z Digital Playground, brała udział m.in. w filmie Body Heat (2010) z Katsuni, Jesse Jane, Benem Englishem, Mickiem Blue, Tommym Gunnem i Scottem Nailsem czy Top Guns (2011).
9 stycznia 2010 w Las Vegas prowadziła 27. ceremonię wręczenia nagród AVN Award przyznawanych przez Adult Video News. Była nominowana do AVN Award za występ w filmie Adam & Eve Pictures Ósmy dzień (The 8th Day, 2009). W produkcji Tyler's Wood (2010) z Evanem Stone’em zagrała postać Elin Nordegren, żony golfisty Tigera Woodsa.
W styczniu 2011 została uznana przez CNBC jako jedna z dwunastu najpopularniejszych dziewcząt w kinie dla dorosłych. 11 stycznia 2012 w Barker Hangar w Santa Monica pojawiła się na 28. gali wręczenia nagród XBIZ Awards wraz z Jessicą Drake, a także na czerwonym dywanie AVN z Jesse Jane i gitarzystą Dave’em Navarro.
Ponadto Kross pisała artykuły dla czasopism „Complex” i „Xbiz” oraz regularny blog dla Xbiz.com. Wśród nagród w kategorii dla dorosłych, które odebrała za swoją pracę, odebrała m.in. Hot d’Or dla najlepszego amerykańskiej gwiazdki w 2009, nagrodę Venus Award dla najlepszej aktorki, jak i nagrodę Erotixxx dla najlepszej aktorki w Stanach Zjednoczonych w 2010. Jej zdjęcie znalazło się na okładce albumu zespołu Danzig Skeletons (2015). We wrześniu 2018 zajęła ósme miejsce w rankingu „31 gwiazd porno” (31 pornstars), ogłoszonym przez hiszpański portal 20minutos.es.

## Życie prywatne
Pod koniec 2006 na planie pierwszej sesji porno spotkała się z francuskim aktorem, producentem i reżyserem porno Manuelem Ferrarą. Ich związek rozpoczął się w 2012. Mają córkę (ur. 23 stycznia 2014). W 2013 Ferrara poprosił ją, aby nie występowała w scenach seksu z innymi mężczyznami. W 2017 jej zdjęcie z Ferrarą pojawiło się na łamach magazynu „FourTwoNine”.

## Nagrody
| Rok  | Nagroda          | Kategoria                                   | Film                         | Inni wykonawcy                                                |
| ---- | ---------------- | ------------------------------------------- | ---------------------------- | ------------------------------------------------------------- |
| 2009 | Hot d’Or         | Najlepsza amerykańska gwiazdka              | –                            | –                                                             |
| 2010 | Venus Award      | Najlepsza aktorka międzynarodowa            | –                            | –                                                             |
| 2010 | Erotixxx Award   | Najlepsza aktorka amerykańska               | –                            | –                                                             |
| 2010 | NightMoves Award | Najlepsza wykonawczyni (wybór fanów)        | –                            | –                                                             |
| 2011 | AVN Award        | Najlepsza scena seksu samych dziewczyn      | Body Heat (2010)             | Raven Alexis, Celine Tran, Jesse Jane i Riley Steele          |
| 2011 | AVN Award        | Najdziksza scena seksu (nagroda fanów)      | Body Heat (2010)             | Raven Alexis, Celine Tran, Jesse Jane i Riley Steele          |
| 2011 | XBIZ Award       | Wykonawczyni roku                           | Body Heat (2010)             | –                                                             |
| 2012 | AVN Award        | Najgorętsza scena seksu (nagroda fanów)     | Babysitters 2 (2011)         | Jesse Jane, BiBi Jones, Stoya, Riley Steele i Manuel Ferrara  |
| 2013 | XBIZ Award       | Najlepsza scena seksu samych dziewczyn      | Mothers & Daughters (2012)   | Jesse Jane, Riley Steele, Selena Rose i Vicki Chase           |
| 2014 | XBIZ Award       | Najlepsza scena                             | Code of Honor (2012)         | Manuel Ferrara, Selena Rose, Stoya, Riley Steele i Jesse Jane |
| 2015 | XBIZ Award       | Reżyser roku                                | Misha Cross Wide Open (2014) | Manuel Ferrara                                                |
| 2015 | XBIZ Award       | Najlepsza scena seksu samych dziewczyn      | Misha Cross Wide Open (2014) | Misha Cross                                                   |
| 2019 | XBIZ Award       | Reżyser roku                                | –                            | –                                                             |
| 2019 | NightMoves Award | Najlepszy reżyser filmu pełnometrażowego    | –                            | –                                                             |
| 2019 | AVN Award        | Reżyser roku                                | –                            | –                                                             |
| 2019 | AVN Award        | Sala sławy Hall of Fame                     | –                            | –                                                             |
| 2019 | XRCO Award       | Najlepszy reżyser filmu połnometrażowego    | –                            | –                                                             |
| 2019 | XRCO Award       | Najlepsza realizacja                        | Abigail (2018)               | –                                                             |
| 2019 | Fleshbot Award   | Reżyser roku                                | –                            | –                                                             |
| 2020 | XCritic Award    | Najlepszy reżyser filmu pełnometrażowego    | Muse (2020)                  | –                                                             |
| 2020 | XBIZ Award       | Reżyser roku – całokształt twórczości       | –                            | –                                                             |
| 2020 | AVN Award        | Reżyser roku                                | –                            | –                                                             |
| 2020 | AVN Award        | Najlepszy reżyser dramatu                   | Drive (2019)                 | –                                                             |
| 2020 | NightMoves Award | Najlepszy reżyser filmu pełnometrażowego    | –                            | –                                                             |
| 2021 | XBIZ Award       | Reżyser roku                                | –                            | –                                                             |
| 2021 | AVN Award        | Najlepszy reżyser dramatu                   | Muse (2020)                  | –                                                             |
| 2021 | AVN Award        | Najlepszy scenariusz dramatu                | Muse (2020)                  | –                                                             |
| 2021 | AVN Award        | Reżyser roku                                | –                            | –                                                             |
| 2021 | NightMoves Award | Najlepszy reżyser filmu pełnometrażowego    | –                            | –                                                             |
| 2021 | NightMoves Award | Najlepsza produkcja pełnometrażowa          | Muse (2020)                  | –                                                             |
| 2021 | XRCO Award       | Najlepsza realizacja                        | Muse Season 1 (2020)         | –                                                             |
| 2021 | XRCO Award       | Najlepszy reżyser filmu pełnometrażowego    | –                            | –                                                             |
| 2021 | XRCO Award       | Najlepszy reżyser filmu niepełnometrażowego | –                            | –                                                             |
| 2021 | XRCO Award       | Najlepszy reżyser internetowy               | –                            | –                                                             |
| 2021 | Fleshbot Award   | Reżyser roku                                | –                            | –                                                             |
| 2021 | XCritic Award    | Najlepsza scena seksu dziewczyna/dziewczyna | Influence 2 (2020)           | Emily Willis                                                  |
| 2022 | XBIZ Award       | Reżyser roku                                | –                            | –                                                             |
| 2022 | AVN Award        | Najlepsza reżyseria – produkcja narracyjna  | Psychosexual (2021)          | –                                                             |
| 2022 | XRCO Award       | Najlepsza realizacja                        | Psychosexual (2021)          | –                                                             |
| 2022 | XRCO Award       | Najlepszy reżyser filmu pełnometrażowego    | –                            | –                                                             |
| 2022 | NightMoves Award | Najlepszy reżyser filmu pełnometrażowego    | —                            | —                                                             |
| 2023 | AVN Award        | Znakomita reżyseria – praca indywidualna    | Drift (2022)                 | —                                                             |
| 2023 | AVN Award        | Najlepsze portfolio reżyserskie – narracja  | –                            | –                                                             |
| 2023 | XRCO Award       | Najlepszy reżyser internetowy               | –                            | –                                                             |
| 2024 | AVN Award        | Najlepsze portfolio reżyserskie – narracja  | –                            | —                                                             |
| 2025 | AVN Award        | Najlepsze portfolio reżyserskie – narracja  | –                            | —                                                             |

## Filmografia
| Rok       | Tytuł                                                              | Rola                                     |
| --------- | ------------------------------------------------------------------ | ---------------------------------------- |
| 2008      | Gene Simmons: Family Jewels (serial TV)                            | w roli samej siebie                      |
| 2009      | Sposób użycia (Rules of Engagement)                                | gorąca dziewczyna na meczu softballu     |
| 2009      | CSI: Kryminalne zagadki Las Vegas (CSI: Crime Scene Investigation) | uczestniczka konwencji / striptizerka    |
| 2011      | Playing Tarzan and Jane (film krótkometrażowy)                     | Kayden                                   |
| 2011      | Życie na szczycie (Life on Top)                                    | Delilah                                  |
| 2011–2012 | Wirtualna liga (The League)                                        | Kayden                                   |
| 2012      | Breaking Bad                                                       | Kristall                                 |
| 2012      | As Wonderland Goes By                                              | Zoe MacGraw                              |
| 2012–2013 | Girl/Girl Scene                                                    | Avery                                    |
| 2013      | Jurassic: Stoned Age                                               | Sally                                    |
| 2013      | Blue Dream                                                         | Tara                                     |
| 2013      | Don Jon                                                            | aktorka porno (niewymieniona w czołówce) |
| 2014      | Igrzyska na kacu (The Hungover Games)                              | blondynka                                |
| 2015      | Samurai Cop 2: Deadly Vengeance                                    | Milena/Jennifer                          |
| 2016      | Enter the Samurai                                                  | w roli samej siebie                      |
| 2016      | School’s Out                                                       | Pani Hanks                               |
| 2017      | Stadium Anthems                                                    | Patty O’Toole                            |
| 2017      | Highway to Havasu                                                  | Kayden                                   |